# Liste der Kulturdenkmäler in Armsheim
In der Liste der Kulturdenkmäler in Armsheim sind alle Kulturdenkmäler der rheinland-pfälzischen Ortsgemeinde Armsheim einschließlich des Ortsteils Schimsheim aufgeführt. Grundlage ist die Denkmalliste des Landes Rheinland-Pfalz (Stand: 25. März 2025).

## Einzeldenkmäler
| Bezeichnung                       | Lage                                                    | Baujahr                            | Beschreibung | Bild                           |
| --------------------------------- | ------------------------------------------------------- | ---------------------------------- | --- | ------------------------------ |
| Bahnhofsanlage                    | Armsheim, Am Bahnhof 6 Lage                             | 1869                               | Bahnhofsanlage; Stationsgebäude, dreigeschossiger spätklassizistischer Typenbau, 1869; Magazingebäude, Stellwerk, Spannwerksanlagen in den Untergeschossen, Block- und Hebelwerke in den Obergeschossen, Signalanlagen und Schranken, Inbetriebnahme 1899 | weitere Bilder Fotos hochladen |
| Kellerbrunnen                     | Armsheim, An der Oberpforte, bei Nr. 7 Lage             | 1618                               | Renaissance-Ziehbrunnen, bezeichnet 1618 | Fotos hochladen                |
| Hofanlage                         | Armsheim, An der Wallfahrtskirche 3/4 Lage              | erste Hälfte des 18. Jahrhunderts  | barocker Streckhof, erste Hälfte des 18. Jahrhunderts; Fachwerkhaus, teilweise massiv, bezeichnet 1709 | BW                             |
| Scheune                           | Armsheim, An der Weed 7 Lage                            | 17. Jahrhundert                    | Großscheune, wohl aus dem 17. Jahrhundert | Fotos hochladen                |
| Kriegerdenkmal und Friedhofskreuz | Armsheim, Bahnhofstraße, auf dem Friedhof Lage          | 1920er Jahre                       | Kriegerdenkmal 1914/18, Löwe, 1920er Jahre; Friedhofskreuz, bezeichnet 1849; Skulptur „Auferstehender“, Bronzeguss, 1962 von Gustav Nonnenmacher, Worms | BW                             |
| Menhire                           | Armsheim, Bahnhofstraße Lage                            |                                    | zwei Menhire, Kalkstein (transloziert von der Flonheimer Delle): Der Dicke Stein, Spitzer Stein | BW                             |
| Evangelische Pfarrkirche          | Armsheim, Bahnhofstraße 3 Lage                          | 1431                               | ehemals Wallfahrtskirche zum Heiligen Blut; spätgotische dreischiffige Hallenkirche, 1431 ff., Umbau um 1450/60, Westturm nach 1471 bis Anfang des 16. Jahrhunderts, Architekt eventuell Nikolaus Eseler; einer der bedeutendsten spätgotischen Sakralbauten Rheinhessens; an der Kirche Mauerreste der Friedhofsbefestigung; Spolien, überwiegend spätgotisch; Renaissance-Epitaph, bezeichnet 1618; Grabsteine, 18. und 19. Jahrhundert; Kriegerdenkmal 1870/71, Germania, um 1891 | weitere Bilder Fotos hochladen |
| Torbogen                          | Armsheim, Bahnhofstraße, an Nr. 4 Lage                  | um 1600                            | gotischer Torbogen, um 1600 | Fotos hochladen                |
| Altes Rathaus                     | Armsheim, Bahnhofstraße 5 Lage                          | 1539                               | altes Rathaus; Porphyrquaderbau, bezeichnet 1539 (Spolie); im ehemaligen Ratssaal renaissancezeitliche Wandmalerei | BW                             |
| Wohnhaus                          | Armsheim, Bahnhofstraße 9 Lage                          | 1699                               | barocker Krüppelwalmdachbau, Fachwerk verputzt, bezeichnet 1699 und 1710; Renaissance-Pforte | BW                             |
| Hofanlage                         | Armsheim, Bahnhofstraße 11 Lage                         | zweite Hälfte des 18. Jahrhunderts | Hofanlage; stattlicher spätbarocker Walmdachbau, teilweise Fachwerk, zweite Hälfte des 18. Jahrhunderts | Fotos hochladen                |
| Katholische Kirche St. Remigius   | Armsheim, Bahnhofstraße 12 Lage                         | 1862/63                            | Saalbau, 1862/63 | Fotos hochladen                |
| Rathaus                           | Armsheim, Bahnhofstraße 17 Lage                         | um 1750                            | barockes Fachwerkhaus, teilweise massiv, Mansardwalmdach, um 1750; ehemalige Fachwerkscheune, bezeichnet 1702 | Fotos hochladen                |
| Burg Armsheim                     | Armsheim, Bahnhofstraße 18/20 Lage                      | 1574                               | ehemalige Wasserburg der Grafen von Veldenz; zweiflügeliger Renaissancebau, 1574, Veränderungen des 18. Jahrhunderts; Zehntscheune, teilweise Fachwerk, 18. Jahrhundert; Renaissance-Gartenpforte, bezeichnet 1582, renoviert und bezeichnet 1702; Spolie, bezeichnet 1811 | Fotos hochladen                |
| Kindergarten                      | Armsheim, Hauptstraße 26 Lage                           | 1896                               | ehemals Schule; Klinkerbau, 1896 | BW                             |
| Wohnhaus                          | Armsheim, Mühlstraße 3 Lage                             | erste Hälfte des 18. Jahrhunderts  | barockes Fachwerk-Wohnhaus, erste Hälfte des 18. Jahrhunderts | BW                             |
| Hofanlage                         | Armsheim, Mühlstraße 24 Lage                            | Mitte des 18. Jahrhunderts         | spätbarocke Hofanlage mit Torbogen; massives Wohnhaus, Mitte des 18. Jahrhunderts; Nebengebäude, bezeichnet 1752 | BW                             |
| Zimlicher Mühle                   | Armsheim, Mühlstraße 26 Lage                            | 1709                               | barocke Hofanlage mit Torbau; Fachwerk-Wohnhaus, teilweise massiv, bezeichnet 1709; Scheune, bezeichnet 1819 | BW                             |
| Hofanlage                         | Armsheim, Obergasse 8 Lage                              | 18. Jahrhundert                    | barocke Hofanlage mit Torbau, 18. Jahrhundert; Figurennische mit spätgotischer Skulptur | BW                             |
| Wohnhaus                          | Armsheim, Rosenplatz 4 Lage                             | 1891                               | Neurenaissance-Klinkerbau mit Schweifgiebel, bezeichnet 1891 | BW                             |
| Hinkelstein                       | Armsheim, südlich des Ortes; Gewann Am Hinkelstein Lage |                                    | Menhir, Kalkstein | BW                             |
| Wasserbehälter                    | Armsheim, östlich des Ortes Lage                        | um 1900                            | Wasserbehälter, Typenbau, um 1900 | BW                             |
| Wegekreuz                         | Schimsheim, Am Kreuz Lage                               | 1796                               | Wegekreuz, spätbarock, bezeichnet 1796 | BW                             |
| Schlauchturm                      | Schimsheim, Untergasse, bei Nr. 1 Lage                  | 1924                               | ehemaliger Spritzenschlauch-Trockenturm, Hausteinquaderbau, bezeichnet 1924 | BW                             |
| Friedhofskreuz und Grabstein      | Schimsheim, Wallertheimer Straße, auf dem Friedhof Lage | um 1800                            | Friedhofskreuz, barock, um 1800; Grabstein, Familie Raeder, Neurenaissance-Ädikula, 1899 | BW                             |
| Wohnhaus                          | Schimsheim, Wallertheimer Straße 3 Lage                 | um 1700                            | eingeschossiges massives Wohnhaus, um 1700 | BW                             |
| Rosenthaler Hof                   | Schimsheim, Wallertheimer Straße 5 Lage                 | 1608                               | Dreiseithof; Fachwerkbau, teilweise massiv, bezeichnet 1608, im 19. Jahrhundert erweitert; Wirtschaftsgebäude und Hoftorpfosten, zweite Hälfte des 19. Jahrhunderts | BW                             |
| Wohnhaus                          | Schimsheim, Wallertheimer Straße 14/16 Lage             | 1736                               | barockes Fachwerkdoppelhaus, teilweise massiv, ehemals bezeichnet 1736 | BW                             |

## Ehemalige Kulturdenkmäler
| Bezeichnung | Lage                           | Baujahr         | Beschreibung                                                                                                   | Bild |
| ----------- | ------------------------------ | --------------- | --- | ---- |
| Amtshaus    | Armsheim, Bahnhofstraße 8 Lage | 18. Jahrhundert | ehemaliges Amtshaus; barocker Walmdachbau, 18. Jahrhundert; städtebaulich bedeutend; aus Denkmalliste gelöscht | BW   |